# Hydroptila paralatosa
Hydroptila paralatosa är en nattsländeart som beskrevs av Harris 1985. Hydroptila paralatosa ingår i släktet Hydroptila och familjen smånattsländor. Inga underarter finns listade i Catalogue of Life.